# Нагрудний знак підводника

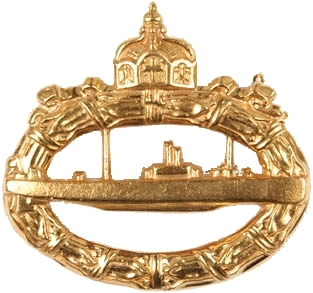
Нагрудний знак підводника Німецької імперії (1918)

Нагрудний знак підводника (нім. U-Boot-Kriegsabzeichen) — німецька військова нагорода, нагрудний знак, який вперше був вручений імператором Вільгельмом II 1 лютого 1918 року. 13 жовтня 1939 року він знову був введений головнокомандувачем ВМС Третього Рейху Еріхом Редером.

## Опис
На знаку зображений підводний човен над овальним  лавровим вінком. Розмір знака 48х38, 5 міліметрів.
У версії 1918 імперська корона зразка 1871 року знаходиться над лавровим вінком, у версії 1939 року — імперський орел зі  свастикою. Крім того, на знаку версії 1918 форштевень човна спрямований вправо, на відміну від спрямованого вліво на версії 1942 року.
З 1942 року знак виготовлявся з золотистого цинка, також украй рідко зустрічаються екземпляри з посрібленого цинку. Крім того, існувала і ткана версія знака з золоченій нитки або жовтого шовку.

## Нагородження
У Першій світовій війні знаком були нагороджені всі, хто брав участь у трьох бойових походах на борту підводного човна. У другій світовій війні було досить участі в двох бойових походах, тобто участі у двох атаках на судна супротивника. Деякі окремі підводники, наприклад Рольф Томсен, були нагороджені вже після першого походу.
Фактично знак мав всього одну ступінь. Однак, в кінці 1942 року була введена особлива версія знака, Нагрудний знак підводника з діамантами. Власне, знак залишився колишнім, але був виконаний з срібла, а збільшена свастика була прикрашена дев'ятьма дрібними діамантами. Треба зазначити, що дану нагороду слід відносити швидше до особистої відзнаки командувачем підводним флотом Кригсмарине, а не до державної нагороди. Всього було проведено 29 нагороджень, як правило — одночасно з врученням Дубового листя до Лицарського хреста. При цьому існує легенда про тридцяте нагородження, коли Герман Герінг вручив Деніцу власний знак Пілот-спостерігач в золоті і діамантах, очевидно в пориві дружніх почуттів (це правдива частина легенди), а Деніц у відповідь на це вручив Герінгу знак підводника з діамантами. Однак у відповідь нагородження документально не підтверджено: є лише свідчення свити рейхсмаршала.
Обидва ступеня носилися на кітелі зліва в районі нагрудної кишені нижче  Залізного хреста 1-го класу.
Був одним з наймасовіших знаків кригсмарине. Правом нагородження (виключаючи вищу ступінь знака) володіли командири флотилій і з'єднань.

## Кавалери Нагрудного знака підводника з діамантами
1. Альбрехт Бранді
2. Генріх Блайхрод
3. Отто фон Бюлов
4. Герберт Вольфарт — 20 грудня 1939
5. Фрідріх Гуггенбергер
6. Роберт Гізе
7. Карл Деніц
8. Отто Зальман — 1940
9. Райнхард Зурен — 31 грудня 1941
10. Отто Кречмер
11. Ганс-Гюнтер Ланге
12. Георг Лассен
13. Генріх Леманн-Вілленброк
14. Генріх Лібе
15. Вольфганг Лют
16. Йохан Мор
17. Рольф Мютцельбург
18. Карл-Фрідріх Мертен — 30 січня 1943
19. Еріх Топп — 11 квітня 1942
20. Рольф Томсен
21. Райнггард Гардеген — 7 травня 1942
22. Вернер Хартманн
23. Вернер Хенке
24. Йоахім Шепке
25. Адальберт Шнеє
26. Клаус Шольтц
27. Віктор Шютце
28. Герберт Шульце — 15 липня 1941
29. Карл Еммерман — 1 жовтня 1943
30. Енгельберт Ендрасс — 18 липня 1941